# اچینیکه پلیس (آریزونا)
اچینیکه پلیس (به انگلیسی: Echinique Place) یک منطقهٔ مسکونی در ایالات متحده آمریکا است که در آریزونا واقع شده‌است. اچینیکه پلیس ۱٬۹۰۴ متر بالاتر از سطح دریا واقع شده‌است.